# Saul Bellow
Saul Bellow (rojen Solomon Bellows), kanadsko-ameriški pisatelj judovskih korenin, * 10. junij 1915, Lachine, Quebec, Kanada, † 5. april 2005, Brookline, Massachusetts, Združene države Amerike. 
Za svoja literarna dela je bil nagrajen z Nobelovo nagrado za književnost, Pulitzerjevo nagrado in Nacionalno medaljo za umetnost. 
Po besedah švedskega Nobelovega odbora je njegovo pisanje »mešanica bogatega pikaresknega romana in subtilna analiza naše kulture, zabavne avanture, drastičnih in tragičnih epizod v hitrem zaporedju, ki je prepredeno s filozofskim pogovorom, vse skupaj pa je razvito s komentatorjem z duhovitim pripovedovanjem in prodornim vpogledom v zunanjost in notranjost zapletov, ki nas poženejo v delovanje, ali pa nam preprečijo delovanje in ga lahko imenujemo dilema naše dobe.«

## Življenje in delo
Njegovi starši so dve leti pred njegovim rojstvom emigrirali iz Rusije v Kanado. V njegovem devetem letu starosti se je njegova družina preselila v Chicago, mesto, ki je ustvarilo ozadje za mnoga njegova dela. 
Obiskoval je Univerzo v Chicagu, diplomiral je iz sociologije in antropologije na Univerzi Northwestern, diplomsko nalogo pa je delal na Univerzi Wisconsina. V času druge svetovne vojne je služil kot marinec. Že v času vojne je začel pisati svoj prvi roman Viseči človek. Leta 1948 je odšel v Pariz, kjer je preživel dve leti in potoval po Evropi.
Nato je nekaj let živel v New Yorku, leta 1962 pa se je vrnil v Chicago kot profesor v odboru za socialne vede na Univerzi v Chicagu. Cilj odbora je bil delovanje in sodelovanje profesorjev skupaj z nadarjenimi študenti na multidisciplinarnem pristopu k učenju. Drug razlog za njegovo vrnitev v Chicago pa je bila njegova tretja žena Susan Glassman. Bellow je za velemesto trdil, da je vulgarno, a pomembno, saj bolje predstavlja Ameriko kot New York. 
Leta 1967, v času arabsko-izraelskega konflikta je služil kot vojni dopisnik za Newsday. Poučeval je intelektualno zgodovino na različnih univerzah kot na primer Bard Collegeu, Univerzi Princeton in Univerzi Minnesote.
Bellow je bil poročen petkrat in vsi njegovi zakoni razen zadnjega so se končali z ločitvijo. Njegove žene so bile Anita Goshkin, Alexandra (Sondra) Tsachacbasov, Susan Glassman, Alexandra Ionescu Tulcea in Janis Freedman. Njegov sin iz prvega zakona, Greg Bellow, je postal psihoterapevt in izdal je roman Saul Bellow's Heart: A Son's Memoir leta 2013. Njegov sin iz drugega zakona, Adam, pa je izdal strokovno knjigo In Praise of Nepotism leta 2003. Leta 2000, ko je bil star 84 let, je Bellow z Janis Freedman dobil svojega četrtega otroka in prvo hči.
Umrl je aprila leta 2005 v 89. letu starosti. Pokopan je na judovskem pokopališču v Vermontu.

## Slog in teme pisanja
Zgodbe Saula Bellowa bi lahko označili kot nemirne. V središču je človek, ki stalno išče neko oporo, da bi nadvladal svojo šibkost in krhkost. Vsaka njegova knjiga govori »[…] o človeku brez tal pod nogami. Vendar […] o  človeku, ki jih kar naprej skuša najti …«
V njegovih delih se večkrat pojavlja lik z judovsko identiteto zaradi katerega so Bellowu nadeli nevšečen vzdevek ˝židovski pisatelj.˝ Hkrati pa njegova dela izkazujejo veliko spoštovanje do ameriške kulture, ki ji pripisuje neoporečno unikatnost in živahnost. Črno na belem se nam v fikciji razkrivajo tudi številni avtobiografski elementi, ki so pogosto položeni na rame glavnih oseb. Svoje stvaritve je Bellow večkrat bogatil s citati Marcela Prousta in Henryja Jamesa ter jih kompenziral s svojevrstnimi šalami. Kot posledica na njegovo pisanje, so se na tem mestu pričele pojavljati številne kritike.
Bellow v svojih delih izpostavlja problem modernih civilizacij – trmasto stremenje k dosegu cilja, neugonobljena želja, sla po veličini in ugledu, kateri pripisuje izgubo idejne orientacije. Pomanjkljivosti v tej dezorientaciji so predvsem njene zmožnosti o spodbujanju norosti, materializma in zavajajočih spoznanj.
Morda se zdi takšen slog nadvse pesimističen, a je prav za prav njegovo nasprotje. Zakaj ravno človeška vztrajnost in upanje predstavljata močan odmik od realizma, kar v filozofiji predstavlja protest proti determinizmu. Človek se ne vdaja usodi, določeni s časom, dednostjo ter okoljem in se upira ideji, da sta območji dejstev in vrednot vedno ločeni. »Odkritje vrednosti po drugi strani daje človeku svobodo in s tem odgovornost in s tem željo po dejanju in veri v prihodnost.« To torej pomeni, da imajo osebe v njegovih delih herojski potencial in pogosto zrcalijo kontrast negativno usmerjene družbe.
Zanimivo je tudi to, da avtor svoje »antiheroje« postavlja pred sama nezadovoljstva, katerih se ti ne morejo otepsti, a njihovo prizadevanje k boljšemu predstavi celo v tonu ˝Božanske komedije˝ (tragičen začetek, a srečnejši konec). In ravno to naj bi, po mnenju Bellowa, človeka naredilo humanega – takega, ki se nikoli ne odpove področju vrednosti.
Ker pa Bellow ni idealist, nas venomer opozarja na ogroženost človekovih idealov in na stvarnost, ki nas oddaljuje od ciljev. S tem potrjuje tudi svojo ˝pripadnost˝ resnici. To namreč zagovarja, ne glede na dobro ali slabo, ki tiči za tem pojmom. Tudi na tem področju ostaja optimist, rekoč: »Resnica je včasih lahko tudi na strani življenja, […] Navsezadnje je v vesolju mogoče tudi nekaj resnic, ki so nam prijazne.« 

## Priznanja
- 1948 Guggenheim Fellowship
- 1954 National Book Award for Fiction
- 1965 National Book Award for Fiction
- 1971 National Book Award for Fiction
- 1976 Pulitzerjeva nagrada za književnost
- 1976 Nobelova nagrada za književnost
- 1980 O. Henryjeva nagrada
- 1986 St. Louis Literary Award from the Saint Louis University Library Associates
- 1988 Nacionalna medalja za umetnost
- 1989 PEN/Malamud Award
- 1989 Peggy V. Helmerich Distinguished Author Award
- 1990 National Book Foundation's lifetime Medal for Distinguished Contribution to American Letters
- 2010 vključen v Chicago Literary Hall of Fame

### Nobelova nagrada
Leta 1976 je Bellow dobil Nobelovo nagrado za književnost za "razumevanje človeka in subtilno analizo moderne družbe vpletene v njegova dela". Bil je prvi Američan, ki je bil nagrajen za literaturo od leta 1962, ko je bil nagrajen John Steinbeck. 
Čeprav je odbor za Nobelove nagrade Bellowa razglasil za Nobelovega nagrajenca v času, ko je bil na vrhuncu slave njegov roman Humbdoltovo volilo, to določeno delo ni ohranilo enakega prestiža in zanimanja zanj, kot za nekatera prejšnja dela.
V svojem sedemdesetminutnem govoru je Bellow pozval pisatelje, naj bodo svetilnik civilizacije in naj se prebudijo iz svoje intelektualne otopelosti.

## Dela

### Romani in novele
- Dangling Man (1944)
- The Victim  (1947)
- The Adventures of Augie March (1953) National Book Award for Fiction
- Seize the Day (1956)
- Henderson the Rain King (1959)
- Herzog (1964), National Book Award
- Mr. Sammler's Planet (1970), National Book Award
- Humboldt's Gift (1975), zmagovalec Pulitzer Prize for Fiction (1976)
- The Dean's December (1982)
- More Die of Heartbreak (1987)
- A Theft (1989)
- The Bellarosa Connection (1989)
- The Actual (1997)
- Ravelstein (2000)

### Zbirke kratkih zgodb
- Mosby's Memoirs (1968)
- Him with His Foot in His Mouth (1984)
- Something to Remember Me By: Three Tales (1991)
- Collected Stories (2001)

### Drama
- The Last Analysis (1965)

### Izdaje Biblioteke Amerike
- Novels 1944–1953: Dangling Man, The Victim, The Adventures of Augie March (2003)
- Novels 1956–1964: Seize the Day, Henderson the Rain King, Herzog  (2007)
- Novels 1970–1982: Mr. Sammler’s Planet, Humboldt’s Gift, The Dean’s December (2010)
- Novels 1984–2000: What Kind of Day Did You Have?, More Die of Heartbreak, A Theft, The Bellarosa Connection, The Actual, Ravelstein (2014)

### Prevod
- "Gimpel the Fool" (1945), kratka zgodba Isaaca Bashevisa Singerja, prevedel Bellow, S. (1953)

### Stvarna literatura
- To Jerusalem and Back (1976), biografija
- It All Adds Up (1994), zbirka esejev
- Saul Bellow: Letters, edited by Benjamin Taylor (2010), korespondenca
- There Is Simply Too Much To Think About, Viking (2015), zbirka skrajšanih neleposlovnih del

### Dela prevedena v slovenščino
- Viseči človek (1944)
- Žrtev (1947)
- Dogodivščine Augieja Marcha (1953)
- Užij dan (1956)
- Henderson, kralj dežja (1959)
- Herzog (1964)
- Planet gospoda Sammlerja (1970)
- Humbdoltovo volilo (1975)
- Mosbyjevi spomini (1968)
- Zadnja analiza (1965)

## Dela o avtorju
- Saul Bellow's Heart: A Son's Memoir, Greg Bellow (2013)
- Saul Bellow, Tony Tanner (1965)
- Saul Bellow, Malcolm Bradbury (1982)
- Saul Bellow Drumlin Woodchuck, Mark Harris, University of Georgia Press. (1982)
- Saul Bellow: Modern Critical Views, Harold Bloom (1986)
- Handsome Is: Adventures with Saul Bellow, Harriet Wasserman (1997)
- Saul Bellow and the Decline of Humanism, Michael K Glenday (1990)
- Saul Bellow: A Biography of the Imagination, Ruth Miller, St. Martins Pr. (1991)
- Bellow: A Biography, James Atlas (2000)
- Saul Bellow and American Transcendentalism, M.A. Quayum (2004)
- The Hero in Contemporary American Fiction: The Works of Saul Bellow and Don DeLillo, Stephanie Halldorson (2007)
- The Life of Saul Bellow: To Fame and Fortune, 1915–1964, Zachary Leader (2015)